# Jacqueline Faría
Jacqueline Faría là một chính trị gia Venezuela. Bà là người đứng đầu công ty điện thoại di động nhà nước Movilnet  Bộ trưởng Bộ Môi trường và Tài nguyên thiên nhiên (2005-2007), và người đứng đầu công ty nước của thành phố, Hidrocapital. Bà là một kỹ sư xây dựng thủy lực chuyên nghiệp.

## Sự nghiệp
Sau cuộc bầu cử của ông Antonio Ledezma làm Thị trưởng thành phố Caracas, Quốc hội Venezuela đã thông qua  Capital District Law vào ngày 30 tháng 4 năm 2009, đã chuyển hầu hết các chức năng, tài trợ và nhân sự cho sự kiểm soát của Jacqueline Faría, một quan chức do Hugo Chavez trực tiếp bổ nhiệm. Một thách thức pháp lý đã được đệ trình và một yêu cầu đã được đệ trình lên Hội đồng bầu cử quốc gia để tổ chức một cuộc trưng cầu dân ý, nhưng những điều này đã không ngăn được việc chuyển nhượng. Những người phản đối Chavez mô tả động thái này là sự phủ nhận có chủ ý của cuộc bỏ phiếu phổ biến, trong khi những người ủng hộ mô tả việc tái tổ chức chính trị và ngân sách là một "hành động công lý" đối với Libertador Bolivarian, thành phố lớn nhất và nghèo nhất trong năm thành phố của Venezuela.
Năm 2009 Faría cũng là một thời gian Chủ tịch của công ty điện thoại nhà nước CANTV.

## Tranh cãi
Sau Mother of All Marches vào ngày 19 tháng 4 năm 2017, nơi những người biểu tình của phe đối lập phải nhảy xuống sông Guaire đầy nước thải ở Caracas để chạy trốn hàng rào hơi cay, một người dùng Twitter đã hỏi Faría nơi 14 tỷ đô la được cho là đầu tư vào Guaire River đã đi, với Faría nói rằng "Họ đã được đầu tư hoàn toàn, nhưng hãy hỏi những người của bạn đã có một phòng tắm trang nhã!"  Khi các cuộc biểu tình ở Venezuela năm 2017 tăng cường, những người biểu tình bắt đầu sử dụng "Puputovs", một cách chơi chữ của Molotov Cocktail, với các thiết bị thủy tinh chứa đầy phân bị ném vào chính quyền sau khi những người biểu tình Faría chế nhạo phải bò qua sông Guaire.